# Amphicnaeia sexnotata
Amphicnaeia sexnotata är en skalbaggsart som beskrevs av Julius Melzer 1933. Amphicnaeia sexnotata ingår i släktet Amphicnaeia och familjen långhorningar. Inga underarter finns listade i Catalogue of Life.